# Idia
Idia (in greco antico: Ἱδυῖα?, Iduía) è un personaggio della mitologia greca ed una ninfa.

## Genealogia
Figlia del titano Oceano e della titanide Teti, sposò Eete, re della Colchide e da lui ebbe Medea e Calciope (detta anche Iofossa).

## Mitologia
Secondo Apollonio Rodio, era la più giovane delle Oceanine ed il suo nome (derivato dalla parola greca εἴδω (eídō) che significa "vedere" o "conoscere") significa "colei dal bel viso" o "colei che sa".